# Heiðarsporðar
Le système volcanique du Heiðarsporðar est situé dans le Nord-Est de l'Islande à proximité du lac Mývatn. Il est à l'origine de nombreuses formations présentes dans le lac et aux abords, notamment sous la forme de pseudo-cratères.

## Géographie
Le Heiðarsporðar (ou Heiðarsporður) est un système volcanique de la zone volcanique Nord de l'Islande. Il possède un volcan central embryonnaire qui culmine à 490 m d'altitude. Au sud du système, une série de tuyas atteint une altitude plus élevée avec un sommet à 1 222 m.

## Géologie
Une faille de 15 km constitue l'épine dorsale du système. Un cratère situé à 1 km à l'ouest de l'axe de la faille s'est formé il y a 2 200 ans. Il témoigne d'une éruption effusive s'étalant en fait sur 17 km créant un vaste champ de lave de 224 km2, recouvrant la majeure partie du lac Mývatn d'alors. La réaction explosive créée par le contact de la lave avec l'eau entraîna la formation de pseudo-cratères que l'on retrouve émergeant du lac actuel et aux alentours. L'éruption a été très productive (2,5 km3) permettant à la lave d'atteindre la mer à 60 km au nord.
Les laves émises par le système sont très majoritairement basaltiques et même exclusivement en ce qui concerne la dernière éruption.